# Filozići
Filozići (olaszul:  Filosici) falu Horvátországban Tengermellék-Hegyvidék megyében. Közigazgatásilag Creshez tartozik.

## Fekvése
Cres szigetének északi részén Cres városától 19 km-re északnyugatra, a porozinai kompkikötőtől 2 km-re délre a sziget belsejében a tengerparttól másfél kilométerre fekszik.
A porozina-dragozetići útról egy nem aszfaltozott úton közelíthető meg.

## Története
Építészeti emlékei alapján középkori eredetű település. A sziget többi részével együtt 1822-től osztrák uralom alatt állt, majd 1867 és 1918 között az Osztrák–Magyar Monarchia része volt. 1857-ben 81, 1910-ben 98 lakosa volt. Az Osztrák-Magyar Monarchia bukását rövid olasz uralom követte, majd a település a Szerb–Horvát–Szlovén Királyság része lett. A második világháború idején olasz csapatok szállták meg. A háborút követően újra Jugoszláviához került. 1991-ben az önálló horvát állam része lett. 2011-ben mindössze 6 állandó lakosa volt.

## Lakosság
| Lakosság változása | Lakosság változása | Lakosság változása | Lakosság változása | Lakosság változása | Lakosság változása | Lakosság változása | Lakosság változása | Lakosság változása | Lakosság változása | Lakosság változása | Lakosság változása | Lakosság változása | Lakosság változása | Lakosság változása | Lakosság változása |
| ------------------ | ------------------ | ------------------ | ------------------ | ------------------ | ------------------ | ------------------ | ------------------ | ------------------ | ------------------ | ------------------ | ------------------ | ------------------ | ------------------ | ------------------ | ------------------ |
| 1857               | 1869               | 1880               | 1890               | 1900               | 1910               | 1921               | 1931               | 1948               | 1953               | 1961               | 1971               | 1981               | 1991               | 2001               | 2011               |
| 81                 | 81                 | 92                 | 82                 | 97                 | 98                 | 0                  | 0                  | 80                 | 41                 | 23                 | 8                  | 11                 | 8                  | 4                  | 6                  |

## Nevezetességei
- Szent Domonkos tiszteletére szentelt kápolnája a dragozetići plébánia filiája.
- Szent Mária Magdolna tiszteletére szentelt templomának romjai.[4] Egyhajós gótikus templom volt négyszögletes apszissal. A tető és a főfalak egy része hiányzik.
- Régi Szent Rókus és Nedelja temploma gótikus egyhajós épület sokszög záródású szentéllyel, gótikus részletekkel.